# Постправда
Постпра́вда или пости́стина (англ. post-truth) — обстоятельства, при которых объективные факты являются менее значимыми при формировании общественного мнения, чем обращения к эмоциям и субъективным убеждениям.
Постправда представляет собой информационный поток, который намеренно конструируется в современном обществе с помощью средств массовой коммуникации для создания виртуальной, отличной от действительности, реальности с целью манипулирования общественным сознанием. Другими словами, за правду воспринимается та точка зрения, которую удалось шире распространить.
Впервые это слово в 1992 году использовал американский драматург сербского происхождения Стив Тесич в эссе о войне в Персидском заливе. Затем в 2010 году термин использовал блогер Дэвид Робертс в своей колонке для интернет-издания Grist.
Из-за активного использования в течение года слово post-truth объявлено Оксфордским словарём английского языка словом 2016 года.
Западные политические эксперты приводят свидетельства того, что в настоящее время политика постправды становится преобладающей в США и в других государствах, где публичный дискурс формируется на комбинации 24-часового новостного цикла, ангажированных СМИ и всепроникающих социальных сетей.

## Описание
Цифровая среда и медиатизировавшиеся политики и политика актуализировали понятие «постправды», когда истина становится не принципиально важной (в теории медиа оно соседствует с понятием «симулякр», которое Жан Бодрияр применял к социальной реальности, описывая недобросовестность медиа при освещении реальных событий и медиаподделки). Одна из причин современной «постправды» — объёмы обрушившихся на граждан «фейковых новостей», когда люди часто неспособны противостоять информационному потоку и готовы охотнее верить придуманным, мимикрирующим под новости, сомнительным сообщениям, чем новостям «солидных» изданий, или по крайней мере сомневаться и проверять источники.
Определяющей чертой политики постправды является то, что участники кампании продолжают повторять свои тезисы, даже если те получили опровержение в СМИ или через независимых экспертов. Это происходит из-за того, что раздробленность источников новостей создаёт ситуацию, в которой ложь, сплетни и слухи распространяются с необычайной скоростью. Ложь, которую распространяют политики или их сторонники в интернете через сеть пользователей, может очень быстро подменять правду.
Например, в ходе предшествовавшей брекситу кампании, организация Vote Leave делала неоднократные заявления, что членство в ЕС обходится в £350 миллионов в неделю, а затем спустя какое-то время они стали использовать эту сумму для перевода непосредственно в страны ЕС. Несмотря на то, что многие СМИ отказались даже проверять эти данные, а институт фискальных исследований назвал эту сумму «заведомо неверной», Vote Leave продолжало использовать эти данные для проведения своей политики вплоть до дня проведения референдума. Во время кампании Сара Волластон — депутат британского парламента от Консервативной партии и член Vote Leave — покинула организацию в знак протеста, резко раскритиковав использование механизмов «политики постправды».
Для достижения максимального эффекта от политики постправды используется также конспирология. Согласно мнению Микаэля Дикона, парламентского представителя в The Daily Telegraph, интернет и социальные сети сделали распространение теорий заговора максимально эффективным и быстрым. Поэтому теории заговоров парадоксальным образом не только вызывают гнев у людей, но и успокаивают, заявляя, что наши проблемы не наша вина, а во всем виноваты истеблишмент, масс-медиа, новый мировой порядок и сионисты. Поэтому в «эру постправды» такие конспирологические теории, как например заявление Дональда Трампа в 2008 году, что Барак Обама не был рождён на территории США, становятся главными новостными повестками. Согласно опросу, в 2008 году 20 % населения Америки верили, что Барак Обама — мусульманин.
Сегодня можно выделить два типа «постправды».
- В первом случае политики говорят одно, а делают противоположное.
- Второй вариант — просто игнорировать доказательства, как это было во время избирательной кампании Митта Ромни, который заявлял, что он отменит предложение президента Барака Обамы сократить финансирование обороны, зная при том, что расходы на оборону при Обаме возросли[17].

Манипулирование эмоциями обладает сильным влиянием на людей. Все вышеперечисленные примеры доказывают, что эмоции могут перекрыть факты. Именно поэтому современные политики любят использовать в своих выступлениях слова «позитивный» и «негативный», так как они позволяют легко уклониться от критики. Соответственно, в 2016 году «политик, который врёт, скорее будет восприниматься как тот, кто ведёт позитивную политику, в то время как оппонент, который разоблачает ложь, „занимается личными нападками“».
В 2017 году Специальный докладчик ООН по вопросам свободы слова и выражения мнения, ОБСЕ и Организация американских государств опубликовали Совместную декларацию «Свобода выражения мнений и фальшивые новости, дезинформация и пропаганда», чтобы предупредить о воздействии фальшивых новостей, но, в то же время, предотвращать любые попытки государственной цензуры. Подобные опасения в отношении цензуры высказывал в 2016 году директор «the Freedom of the Press Foundation» Эдвард Сноуден.

## Термин
C точки зрения филологии «постправда» означает «после правды», а медиатеория интерпретирует её как нечто «вместо правды». Термин является семантическим эвфемизмом, подразумевающий наличие в журналистских произведениях недостоверной, неточной и лживой информации. Чаще всего это носит сконструированный характер.

### До появления термина
Некоторые социологи отмечают, что постправда является продуктом изменившейся коммуникативной среды общества (интернет, социальные сети). Другие эксперты полагают, что связь новых информационных технологий с потерей общественного доверия к политикам в частности и к роли факта вообще — далеко не столь однозначна. Наиболее радикальную позицию занял Юваль Ной Харари в книге «21 урок для XXI века» (2018), предложив считать, что «человечество всегда жило в эпоху постправды», поскольку «зависит от создания мифов и веры в них»; отмечается, однако, что в англоязычном издании книги Харари понятие постправды иллюстрируется выступлениями президента России Владимира Путина, а в русскоязычном издании — выступлениями президента США Дональда Трампа, и это, по мнению Л. Бершидского, как раз и есть характерный пример постправды.

### История термина
Впервые термин «постправда» использован в таком значении в 1992 году сербско-американским драматургом Стивом Тесичем в его эссе о конфликте в Персидском заливе. В 2004 году американский писатель Ральф Кийс ввёл термин «эра постправды», который использовал в одноимённой книге. В том же году американский журналист Эрик Альтерман высказался о «политической среде постправды» и использовал термин «президентство постправды» в своём анализе дезориентирующих заявлений, сделанных администрацией Буша после событий 11 сентября 2001 года. В своей книге 2004 года Колин Крауч использовал фразу «постдемократия», под которой подразумевал модель политики, в которой «выборы действительно существуют и могут сменить правительство», но «публичные предвыборные дебаты являются жёстко контролируемым спектаклем под управлением противоборствующих команд экспертов по технике убеждения, рассматривающим лишь узкий спектр проблем, выбранных самими командами».
Термин «политика постправды» был впервые использован блогером Дэвидом Робертсоном в статье для онлайн-издания Grist 1 апреля 2010 года, где термин был определён как политическая культура, в которой публичное содержание политики (общественное мнение и содержание новостей) почти полностью оторвалось от сути законодательства. Термин получил широкое распространение в период президентских выборов в США 2016 года и референдума о выходе Великобритании из Европейского союза. Оксфордский словарь объявил термин «постправда» международным словом 2016 года, ссылаясь на 2000-процентный рост его использования в 2016 году по сравнению с 2015.
Дженнифер Хосчилд, профессор Гарвардского университета в области государственного устройства, объяснила рост популярности термина возвратом политики США к методам политики и освещения информации XVIII и XIX веков, за которыми последовал период XX века, в котором СМИ придерживались баланса, а тон риторики был значительно снижен. Памфлетные войны, появившиеся с распространением печати и грамотности в XVII веке, были описаны ею как ранняя форма политики постправды. Клеветнические и саркастичные памфлеты, напечатанные самым дешёвым способом и распространяемые повсеместно, способствовали разжиганию войн и революций, как то: Английская гражданская война и Война за независимость США.

## Примеры использования термина

### США
В своей первоначальной формулировке фраза «политика постправды» была использована для описания парадоксальной ситуации в США. Этот термин употребил Пол Кругман для The New York Times, чтобы охарактеризовать президентскую кампанию Митта Ромни в 2012 году, в ходе которой тот пообещал отменить сокращение расходов на оборону при президенте Обаме, при том, что расходы на оборону при Обаме возросли.
Термин «политика постправды» широко использовался англоязычными журналистами, когда писали о президентских выборах в США. Кандидат от республиканцев Дональд Трамп неоднократно делал ошеломляющие всех заявления об иммигрантах, о запрете мусульманам въезжать в страну и так далее. Он заявлял, что Хиллари Клинтон была преступником, а Барак Обама родился за пределами США, но всё было опровергнуто. Более 70 % заявлений Дональда Трампа были оценены проектом Politifact как ложь или искажение фактов. Тем не менее, по опросам населения, из-за более энергичной и самоуверенной подачи Трамп считался более честным и заслуживающим доверия, чем его оппонент, Хиллари Клинтон.

### Великобритания

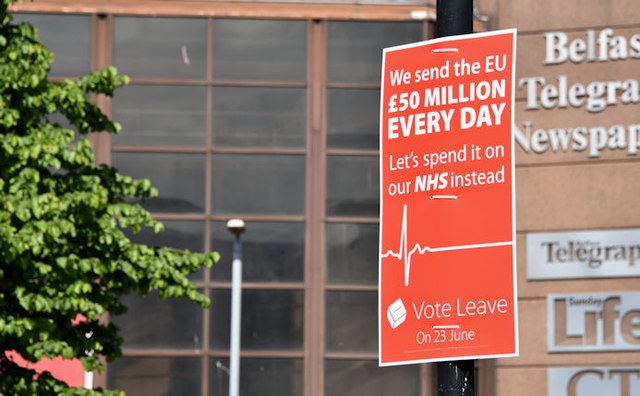
Плакат, содержащий информацию о стоимости членства в ЕС для Великобритании, часто приводимый как пример политики постправды.

Первое упоминание термина «постправда» о политике в Великобритании было в марте 2012 года, когда Ян Грэй, член шотландской лейбористской партии, подверг критике Шотландскую национальную партию за то, что её заявления противоречат официальной статистике. Лидер шотландской лейбористской партии Джим Мерфи также характеризовал политику постправды как политику, при которой люди открыто «убирали тех», кто не поддерживал правильную точку зрения, распространённую среди сторонников независимости в 2014 году, во время шотландского референдума о независимости, а также во время кампании Vote Leave за выход Великобритании из ЕС в 2016 году.
Как уже было отмечено выше, термин «постправда» набрал популярность в 2016 году в связи с проведением референдума о выходе Великобритании из Евросоюза, особенно применительно к кампании Vote Leave. Большинство британцев считало, что членство в ЕС обходится стране слишком дорого, несмотря на предоставляемые цифры и документы, доказывающие, что регулирование ЕС весьма умеренное и что членство в организации обходится Великобритании существенно дешевле.
Ещё одним примером «постправды» является заявление министра обороны Пенни Мордаунт, что Великобритания не имеет права вето на вступление Турции в ЕС, или же ситуация, когда член парламента из партии Тори Андреа Ледсом сделала огромное количество сомнительных заявлений, говоря о своей карьере до политики.
В статье журнала «The Economist», вышедшей в сентябре 2016 года, писалось, что кандидат в президенты Соединённых Штатов Америки Дональд Трамп в своей предвыборной кампании практиковал post-truth politics, так же как и сторонники Брексита в Великобритании, что в Европе приёмами этой политики пользуются правящие партии Польши и Турции, а в России и Северной Корее политика постправды применяется наиболее широко, как для внешней, так и для внутренней аудитории и что вообще мир вступает в «эру постправды» — во многом из-за широкого распространения социальных сетей, из которых многие и получают информацию, зачастую намеренно искажённую, о происходящих в мире событиях.

### Россия
Как указывается в статье «Три года постправды», опубликованной в деловой газете «Ведомости», аннексия Крыма Россией не только нанесла огромный урон российской экономике и гражданским институтам, но и привела к легитимизации «гибридности» или постправды в политике.

## Критика
В редакционной статье журнала New Scientist была предложена идея, что если бы «политики были бы более нечестными, чем они есть», то тогда бы «выдумки, которые были предназначены только для одних ушей, были бы услышаны всеми».
Так же считает Винер, предположив, что в то время как социальные медиа помогают некоторым быстро распространять слухи, они также сдерживают и других. В качестве примера она привела скандальную статью издания «The Sun», написанную сразу после трагедии на «Хиллсборо» и связанную с ним историю прикрытия полицейских, что было бы трудно представить в эпоху социальных медиа. Тем самым доказывая, что медиа помогает раскрывать ложные факты и обнародовать их. Тоби Янг в журнале «The Spectator» называет «политику постправды» клише, использованным в основном левыми комментаторами, чтобы нападать на то, что на самом деле является универсальными идеологическими пристрастиями, заявляя, что «мы все живём в эру постправды и, вероятно, всегда жили».
Алексиос Мантзарлис для Пойнтер института сказал, что политическая ложь — явление отнюдь не новое, и описал несколько исторических политических кампаний, которые сейчас могут быть описаны как «постправда», а также отметил, что 2016 год был «ожесточённым годом для политики по обе стороны земного шара».